# Ллойд, Джорджия
Джорджия Ллойд (англ. Georgia Lloyd, 5 сентября 1913 г. — 18 февраля 1999 г.) — американская пацифистка, активистка движения за мир, писательница, филантроп и сторонница идеи мирового правительства, активно выступавшая за гражданские свободы в XX веке. Ллойд была дочерью пацифистки Лолы Маверик Ллойд, выступала за международное сотрудничество и демократический союз наций. Она была одним из основателей Кампании за мировое правительство и служила её исполнительным секретарем с 1943 по 1990 год. Ллойд участвовала в создании Организации Объединенных Наций в 1945 году.

## Ранний период жизни
Джорджия Ллойд родилась 5 сентября 1913 года в Уиннетке, штат Иллинойс, США. Среди её предков по отцовской линии были Уильям Бросс, соучредитель Chicago Tribune и исполняющий обязанности губернатора Иллинойса, сторонник социальных реформ Генри Демарест Ллойд. По материнской линии она была родственницей Сэмюэля Августа Маверика, подписавшего Декларацию о независимости Техаса. Ллойд была четвертым ребенком пацифистки Лолы Маверик Ллойд и Уильяма Бросса Ллойда, наследника владельца Chicago Tribune. Семья Ллойд принимала активное участие в общественной жизни, начиная с деда Джорджии, Генри Демареста Ллойда. Дом Ллойдов, названный Уэйсайд (англ. Wayside), является Национальным историческим памятником США.

## Образование
После развода родителей в 1916 году Ллойд переехала в Швейцарию, где посещала Международную школу. В 1937 году Ллойд получила степень по политологии в Чикагском университете.

## Карьера и общественная деятельность
В 1934 году Ллойд лоббировала законопроект о равноправии граждан и поддерживала президентскую кампанию Нормана Томаса. Ллойд была сторонницей социализма даже в эпоху Маккарти. Она принимала участие в работе различных организаций, таких как Чикагский комитет за гражданские свободы (англ. Chicago Civil Liberties Committee), Конгресс за недопущение войны в Америке (англ. Keep America Out of War Congress, 1941-1942) и Социалистическая партия Чикаго. В декабре 1937 года вместе с венгерской пацифистка Розикой Швиммер и ее матерью Лолой она стала соучредителем Кампании за мировое правительство. В 1943 году она заняла пост исполнительного секретаря кампании и занимала эту должность до своей смерти в 1999 году. За время своей работы она посетила конференцию Организации Объединенных Наций 1945 года и представляла кампанию на международных форумах.

## Труды
Ллойд является соавтором книги Searchlight on Peace Plans: Choose Your Road to World Government совместно с Эдит Уиннер (Edith Wynner), в которой выдвигается идея мирового правительства как пути к устойчивому миру.